# غونزالو سواريز
غونزالو سواريز (بالإسبانية: Gonzalo Suárez Morilla) (و. 1934 – م) هو مخرج أفلام، وكاتب، وكاتب سيناريو، من إسبانيا، ولد في أوفييدو.

## جوائز
حصل على جوائز منها:
- وسام الفنون والآداب الفرنسي.

## وصلات خارجية
- غونزالو سواريز على موقع IMDb (الإنجليزية)
- غونزالو سواريز على موقع ألو سيني (الفرنسية)
- غونزالو سواريز على موقع أول موفي (الإنجليزية)
- غونزالو سواريز على موقع قاعدة بيانات الأفلام السويدية (السويدية)
- غونزالو سواريز على موقع قاعدة بيانات الفيلم (الإنجليزية)
- غونزالو سواريز على موقع كينوبويسك (الروسية)